# 陈亨利
陈亨利，SBS，JP（1953年10月—），福建泉州人，汉族。中华人民共和国政治人物、第十三届全国人民代表大会香港特别行政区代表、上海市政協委員、香港商人。 

## 生平
陈亨利為香港聯泰國際集團行政總裁，其父陳守仁為聯泰控股創辦人。
2012年，陈亨利參選香港立法會選舉紡織及製衣界，敗於鍾國斌。其六弟陳祖恒後亦參選2021年香港立法會選舉，在紡織及製衣界同樣與鍾國斌對壘，最終當選。
2018年，陈亨利被选为香港特别行政区出席第十三届全国人民代表大会代表。
六弟為陳祖恒為第十三屆全國人大香港代表香港立法會議員（紡織及製衣界）。